# Upper Southampton
Upper Southampton  è una township degli Stati Uniti d'America, nella contea di Bucks nello Stato della Pennsylvania. Secondo il censimento del 2010 la popolazione è di 15.152 abitanti.

## Società

### Evoluzione demografica
La composizione etnica vede una maggioranza di quella bianca ( 96,87%), seguita dagli asiatici (1,50%) dati del 2000.
| township di Upper Southampton Popolazione |        |
| 2000                                      | 15.764 |
| 2010                                      | 15.152 |